# David Choong

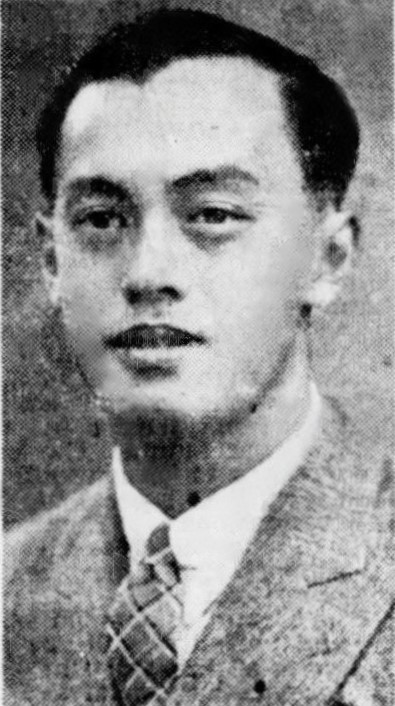
David Choong (1950)

David L. Choong (auch bekannt als Choong Ewe Leong oder E. L. Choong; * 5. April 1929 in Penang; † 10. September 2011 in Tanjong Tokong, Penang) war ein malaysischer Badmintonspieler und Politiker der Malaysian Chinese Association im Bundesstaat Penang.

## Karriere
David Choong wuchs als Sohn des chinesischstämmigen Geschäftsmanns und Reismühlenbesitzers Choong Lye Hin in der damaligen britischen Kolonie Penang auf. Sein Großvater Choong Cheng Kean war 1875 aus einem Dorf bei Xiamen (Fujian) erst nach Phuket, dann nach Kedah gekommen, wo er zunächst einen Gemischtwarenladen betrieben, später als Steuerpächter die Opium-, Glücksspiel- und Rohreis-Steuer des Sultanats bewirtschaftet hatte und zum Millionär geworden war. Um 1900 war er nach Penang gezogen.
Als britischer Untertan aus der damaligen Kronkolonie Penang gewann David Choong die inoffiziellen Badminton-Weltmeisterschaften, die All England, 1951, 1952 und 1953 im Herrendoppel gemeinsam mit seinem Bruder Eddy Choong. 1954, 1955 und 1957 unterlagen sie im Finale. 1957 siegte er bei den French Open im Mixed und Doppel.
Während seiner sportlichen Karriere studierte Choong am Trinity College der Universität Cambridge Jura und wurde 1957 von der Anwaltskammer Lincoln’s Inn als Rechtsanwalt (Barrister) zugelassen. Im Jahr darauf kehrte er in seine Heimat zurück, wo er sich als Politiker betätigte. Penang war ab 1957 ein Bundesstaat der unabhängigen Föderation Malaya bzw. ab 1963 Malaysias. Er war Mitglied der Malaysian Chinese Association (MCA), die mit der regierenden malaiisch-nationalistischen UMNO des Premierministers Tunku Abdul Rahman in der Alliance Party (Parti Perikatan) verbunden war. Choong war 1961 der einzige Alliance-Politiker, der in den Stadtrat von George Town (Penang) einzog. Bei der Wahl zum malaysischen Parlament 1964 bewarb er sich erfolglos für den Sitz des Wahlkreises Tanjong. Als Vertreter des Wahlkreises Air Itam gehörte er von 1974 bis 1978 der Legislativversammlung des Staats Penang an.
Choong erlitt 1996 einen Schlaganfall, von dem sich erholte. Nach einem zweiten Schlaganfall 2002 lag er neun Jahre bis zu seinem Tod im Koma.

## Erfolge
| Saison    | Veranstaltung           | Disziplin    | Sieger                          |
| --------- | ----------------------- | ------------ | ------------------------------- |
| 1949      | French Open             | Herreneinzel | David Choong                    |
| 1949      | French Open             | Mixed        | David Choong / A. Lehmeier      |
| 1950      | French Open             | Herreneinzel | David Choong                    |
| 1950      | French Open             | Herrendoppel | David Choong / John Newland     |
| 1950      | French Open             | Mixed        | David Choong / Audrey Stone     |
| 1950      | Middlesex Championships | Herrendoppel | David Choong / Choong Ewe Jin   |
| 1951      | Scottish Open           | Herrendoppel | Eddy Choong / David Choong      |
| 1951      | All England             | Herrendoppel | Eddy Choong / David Choong      |
| 1951/1952 | Denmark Open            | Mixed        | David Choong / Tonny Ahm        |
| 1952      | Scottish Open           | Herrendoppel | Eddy Choong / David Choong      |
| 1952      | French Open             | Herrendoppel | Eddy Choong / David Choong      |
| 1952      | Irish Open              | Herrendoppel | Eddy Choong / David Choong      |
| 1952      | All England             | Herrendoppel | Eddy Choong / David Choong      |
| 1953      | Scottish Open           | Herrendoppel | Eddy Choong / David Choong      |
| 1953      | Scottish Open           | Mixed        | David Choong / Nancy Horner     |
| 1953      | All England             | Herrendoppel | Eddy Choong / David Choong      |
| 1953      | Irish Open              | Herrendoppel | Eddy Choong / David Choong      |
| 1953      | French Open             | Herrendoppel | Eddy Choong / David Choong      |
| 1953      | All England             | Mixed        | David Choong / June White       |
| 1953/1954 | Denmark Open            | Herrendoppel | Eddy Choong / David Choong      |
| 1954      | Norwegian International | Herrendoppel | Eddy Choong / David Choong      |
| 1955      | German Open             | Herrendoppel | Eddy Choong / David Choong      |
| 1955      | German Open             | Mixed        | David Choong / Annelise Hansen  |
| 1955      | Swiss Open              | Herreneinzel | David Choong                    |
| 1955      | Swiss Open              | Herrendoppel | David Choong / L. T. Lee        |
| 1955      | Dutch Open              | Herrendoppel | Eddy Choong / David Choong      |
| 1956      | Swiss Open              | Herrendoppel | David Choong / L. T. Lee        |
| 1956/1957 | German Open             | Herrendoppel | Eddy Choong / David Choong      |
| 1957      | French Open             | Herrendoppel | David Choong / Ferry Sonneville |
| 1957      | French Open             | Mixed        | David Choong / S. Cambril       |